# 東部發電廠初英機組
東部發電廠初英機組，為一座位於臺灣花蓮縣吉安鄉干城村與秀林鄉銅門村交界的小型水力發電廠，舊稱初音發電廠或初英發電廠，台電公司東部發電廠於2001年組織改造後將該廠全名改名為臺灣電力公司東部發電廠初音機組。廠區坐落在臺九丙線公路接近木瓜溪畔之初音山山腳下。

## 沿革

### 1930年代 - 1945年
1938年，日本人規畫在現今花蓮縣吉安鄉干城村與秀林鄉銅門村交界處興建一座小型水力發電所，原名「木瓜溪第一發電所」，后更名為「初音水力發電所」。
1941年，發電所興建工程竣工，並且是當時日本台灣總督府在木瓜溪流域上所興建的第二座小型水力發電所，也是木瓜溪流域之中最下游的水力發電所。初音發電所主要取自銅門機組的尾水進行發電，總落差為27.95公尺，有效落差19.5公尺，裝置容量2,000瓩，每年發電量僅1,300萬度，是東部發電廠所有機組中發電量最小者。

### 戰後 - 2000年代
二戰後，國民政府接收臺灣並成立臺灣電力公司，進行臺灣各地日治時期所留下之發電所修復工作。1949年5月11日，臺電總經理劉晉鈺率領臺電企劃處工作人員等多人前往花蓮包括初音在內的立霧、銅門以及清水第一等日本人所遺留之發電機組進行考察。其中，初音發電所部分，臺灣省政府水利局已將其發電用水的進水口導水路修復完成，可直接進行商轉發電。
1967年，榕樹發電廠完工後，將該廠之遠端遙控主控權設置在初英發電廠內，因此當時榕樹發電廠是納入於初英發電廠旗下管理。

### 2000年代 - 至今
2001年，因應政府組織改造，「東部發電處」改組成「東部發電廠」，初英發電廠併入「東部發電廠」並改名為東部發電廠初英機組，並且開始設置自動化遙控裝置，由銅門機組設立控制中心遠端遙控初英機組與榕樹機組的水閘門開關與發電機組開關。

## 設施
初英發電廠當前取水自木瓜溪上游銅門機組發電後的尾水進行再利用發電，因此並無在木瓜溪溪床上設置有攔河堤堰之構造物，其發電尾水直接引流至農田水利署花蓮管理處的吉安圳進行灌溉再利用。

### 機組
| 名稱   | 發電機型號           | 水輪機型號                 | 機組數量 | 發電方式 | 有效落差（公尺） | 單一機組用水量（CMS） | 容量（MW） | 位置               | 興建年代 | 狀態   |
| ------ | -------------------- | -------------------------- | -------- | -------- | ---------------- | --------------------- | ---------- | ------------------ | -------- | ------ |
| 一號機 | 日本三菱電機製發電機 | 日本三菱重工卡布蘭式水輪機 | 1        | 川流式   | 19.5             | 15.75CMS              | 2MW        | 花蓮縣吉安鄉干城村 | 1941年   | 商轉中 |

### 管理
- 電廠名稱：東部發電廠初英機組
- 管理單位：臺灣電力公司東部發電廠
- 廠內編制：無（遠端遙控）

### 設施
- 廠房類型：露天式
- 取水來源：木瓜溪（銅門機組尾水）
- 壓力鋼管：一條，長74.21公尺，內徑2.8公尺，管厚8公釐

## 圖集
|  |

### 廠區

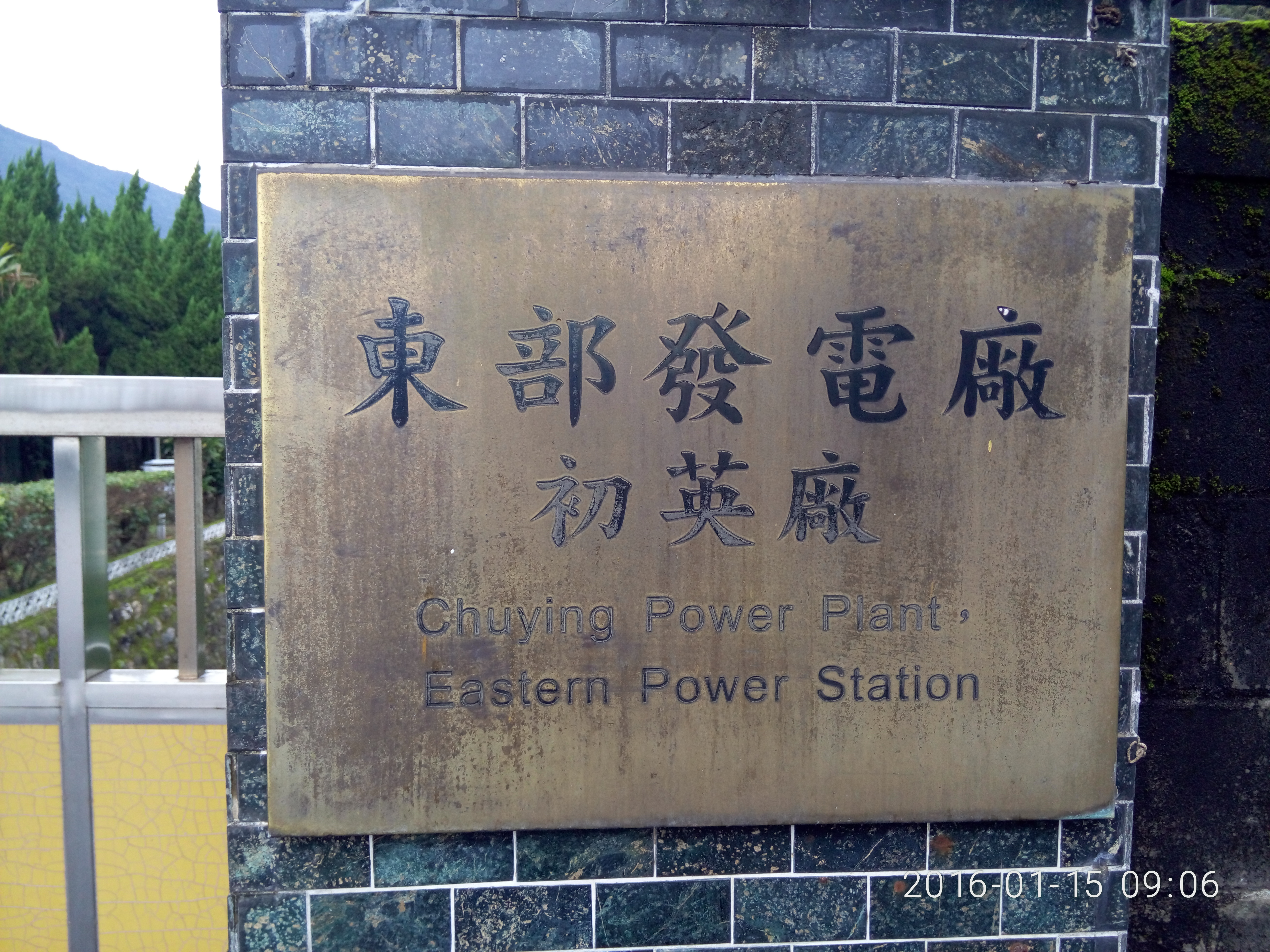
初英機組門牌
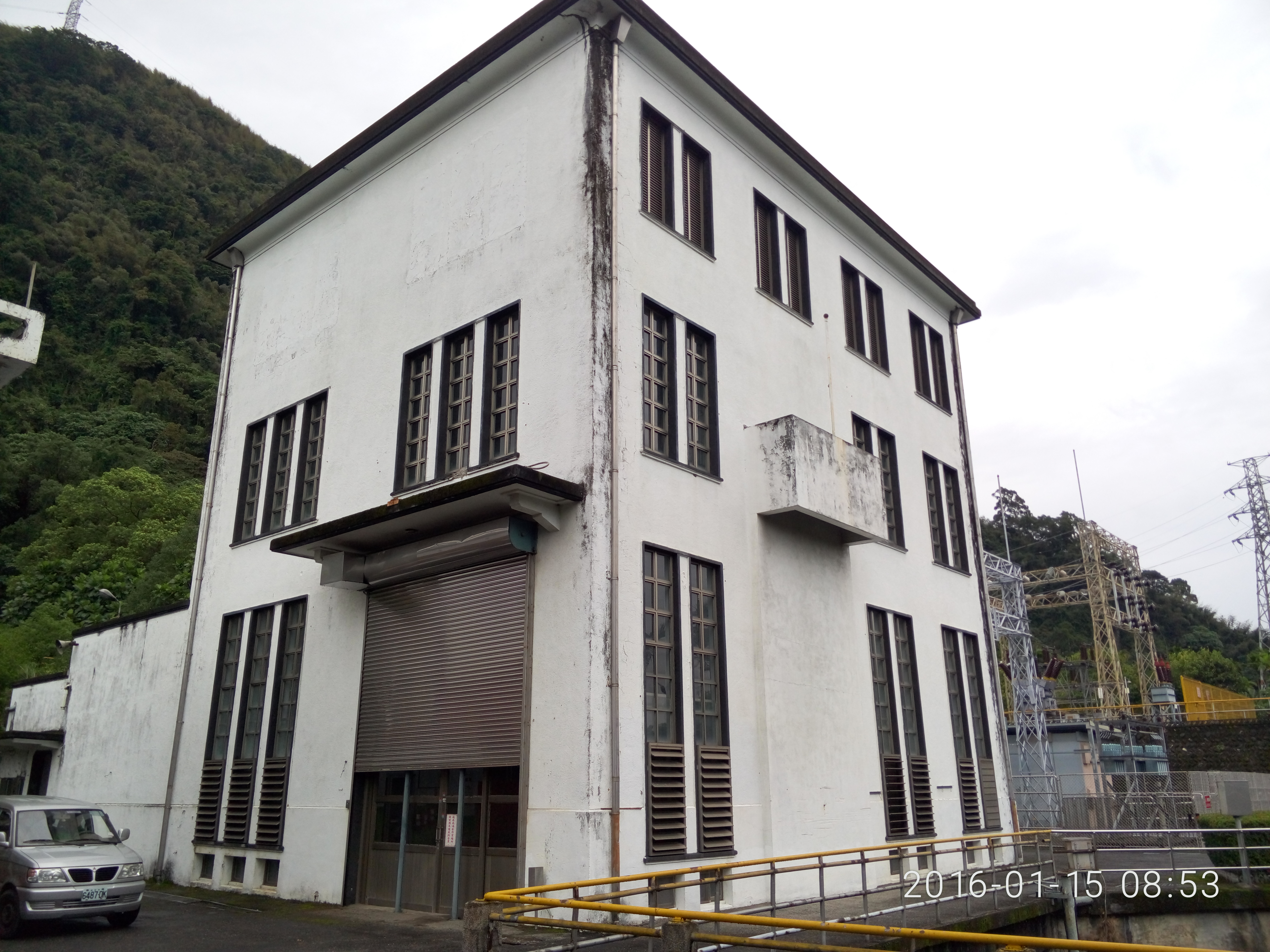
初英機組廠房外觀
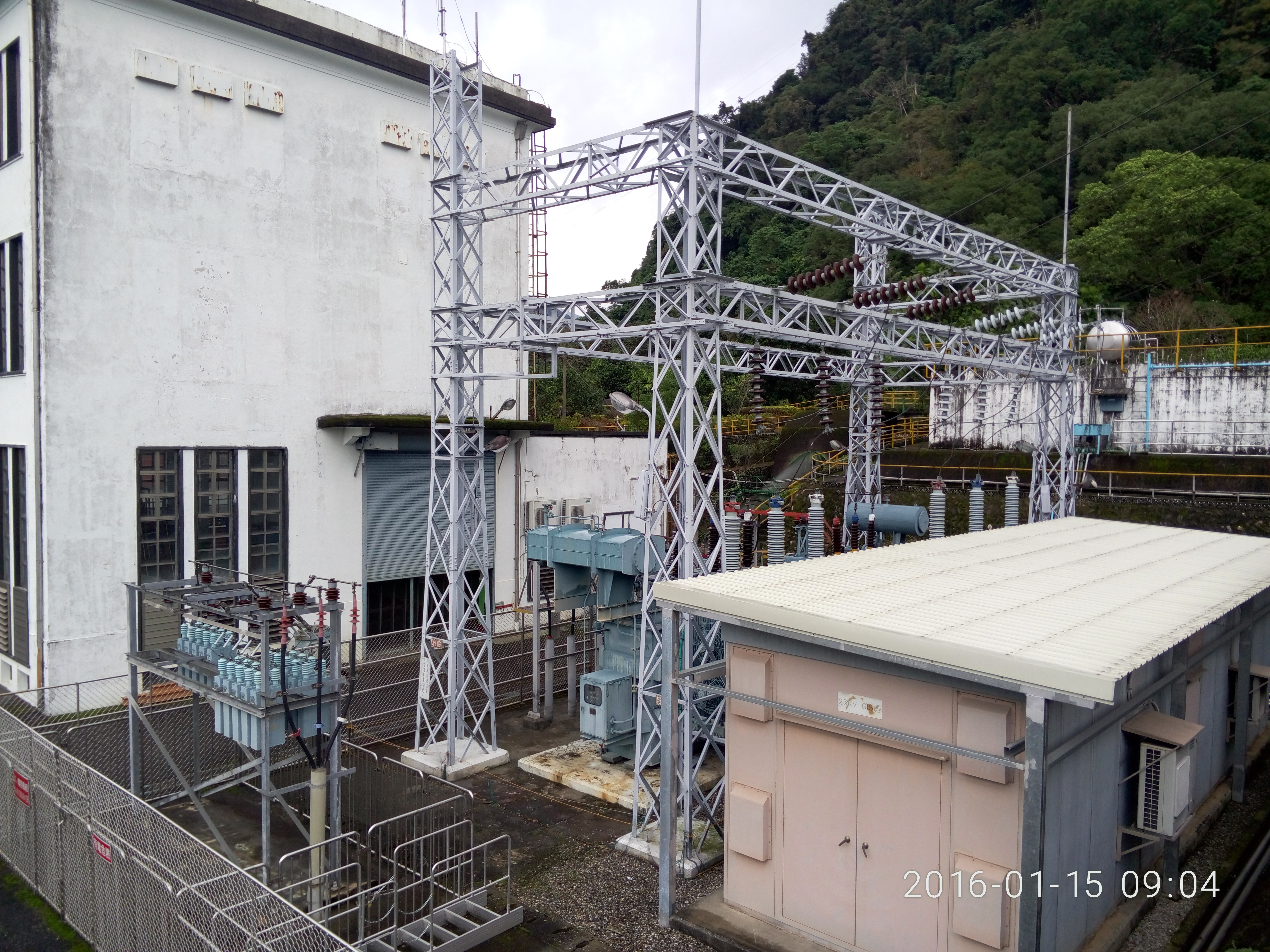
初英機組開關廠
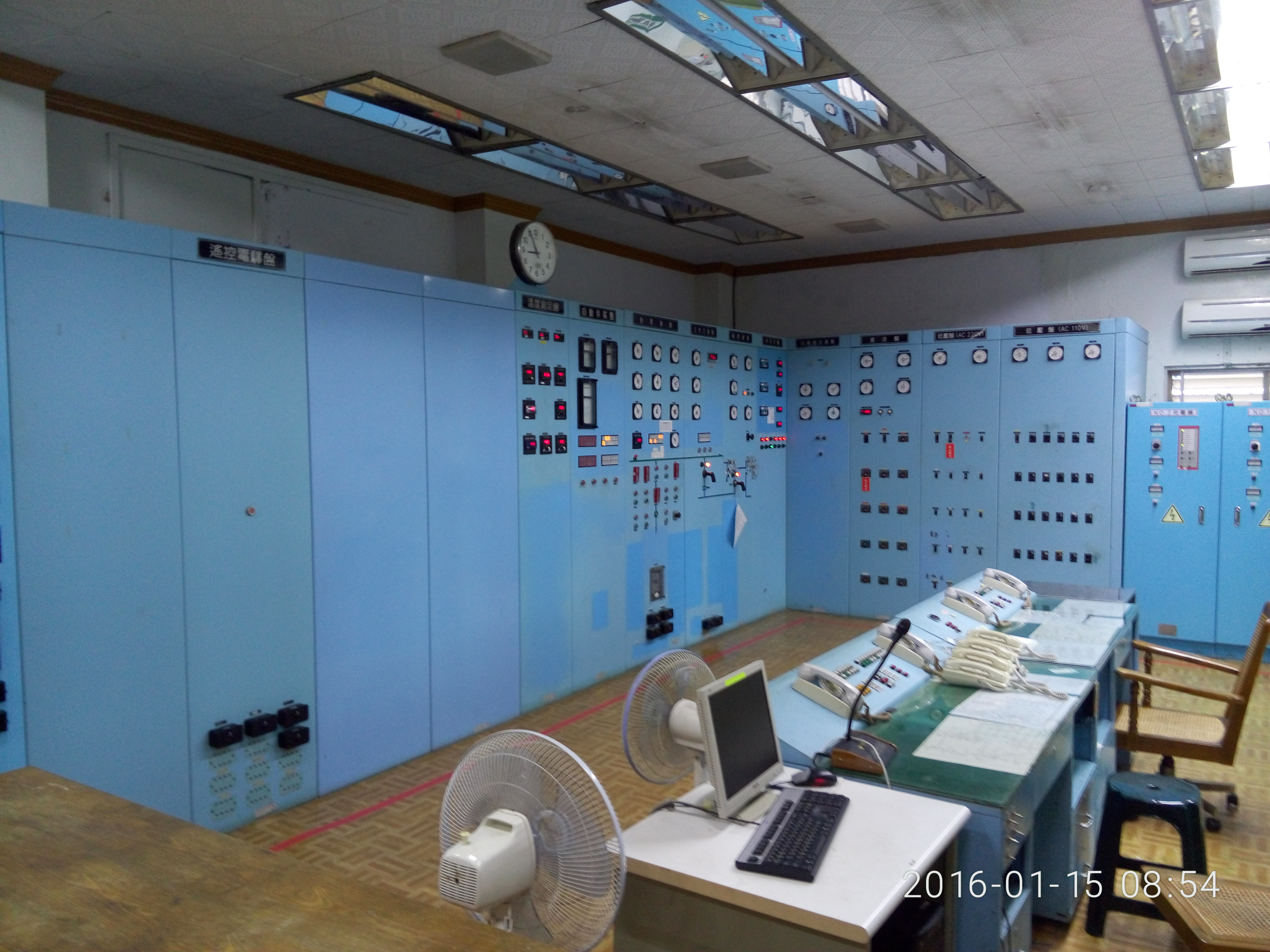
初英機組控制室，該控制是原還有控制不遠處榕樹機組的功能，惟現今皆已移到花蓮市區的廠本部進行控制
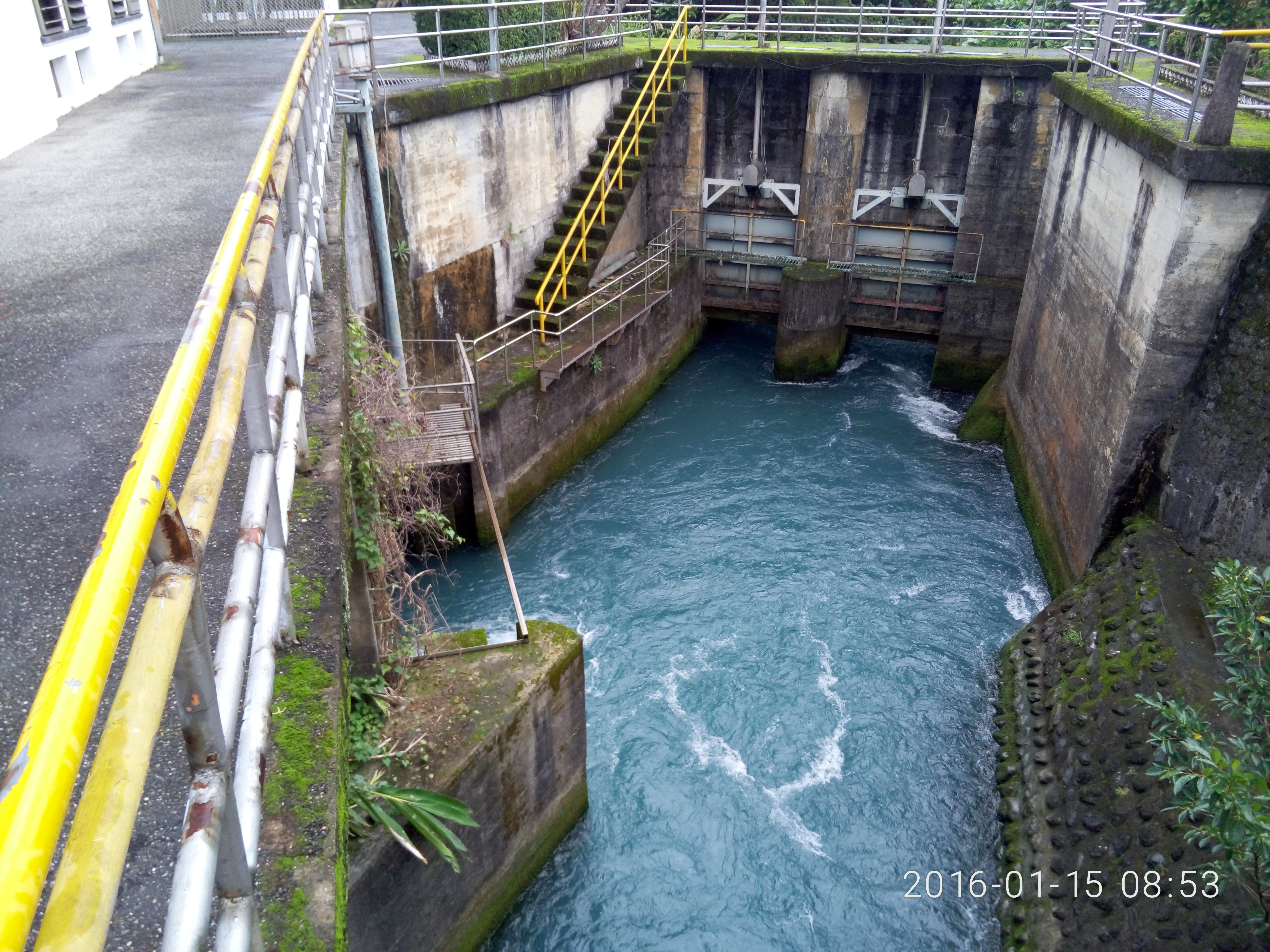
初英機組尾水出口，後段直接連結吉安圳
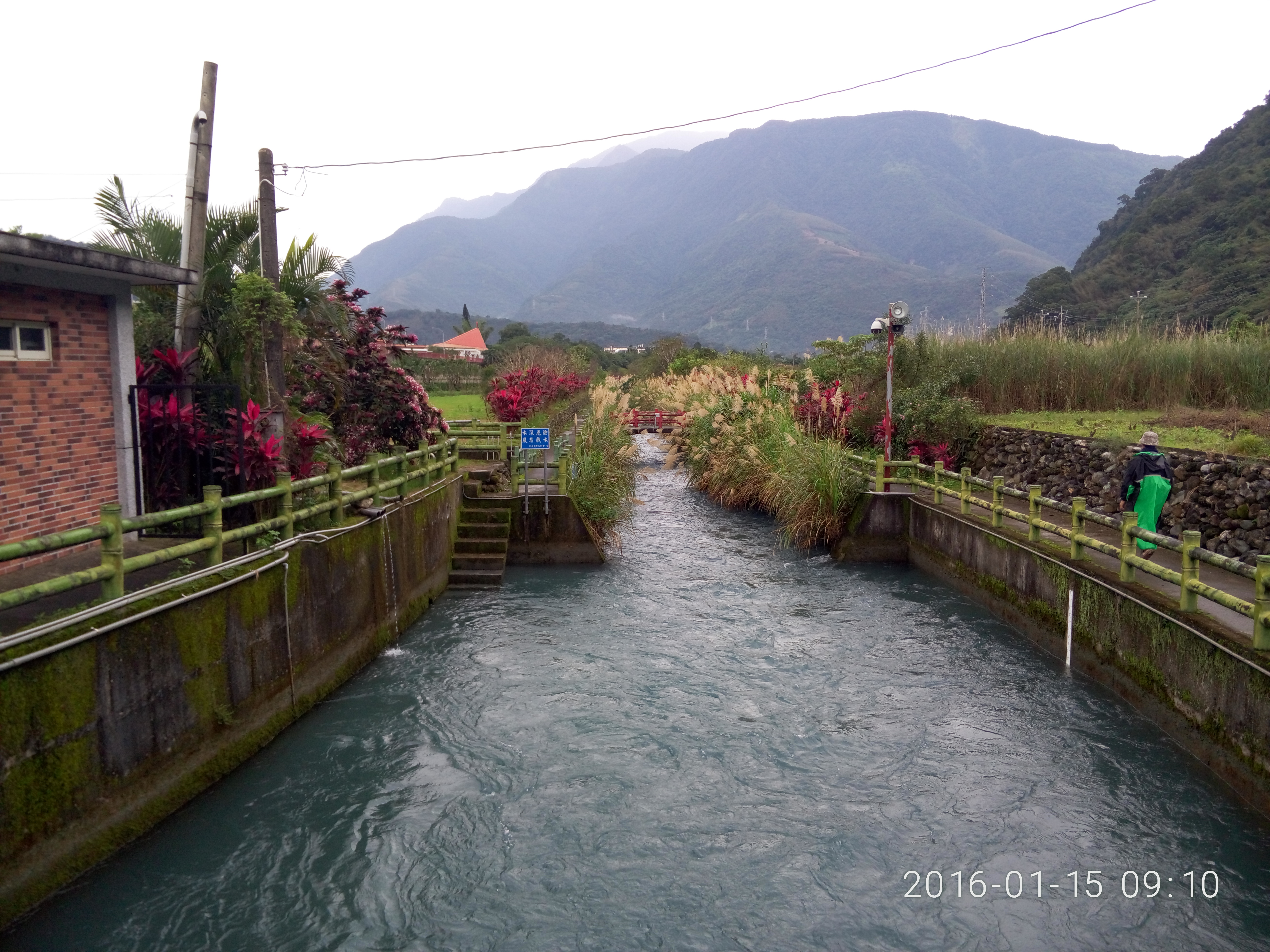
吉安圳初英段，該段水路又稱為「不尽」，便是初英機組的發電尾水

### 發電機

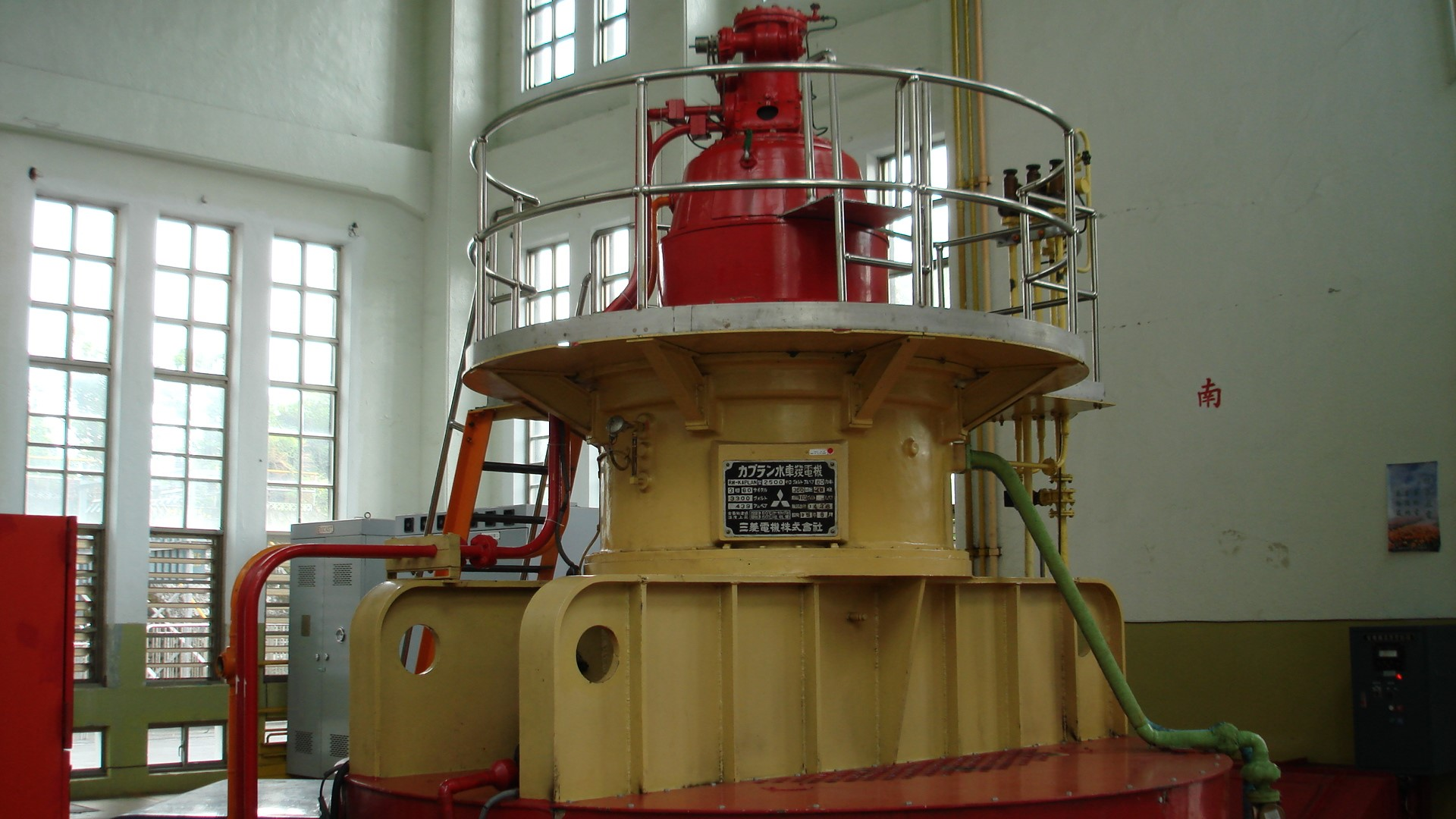
初英發電廠機組照片
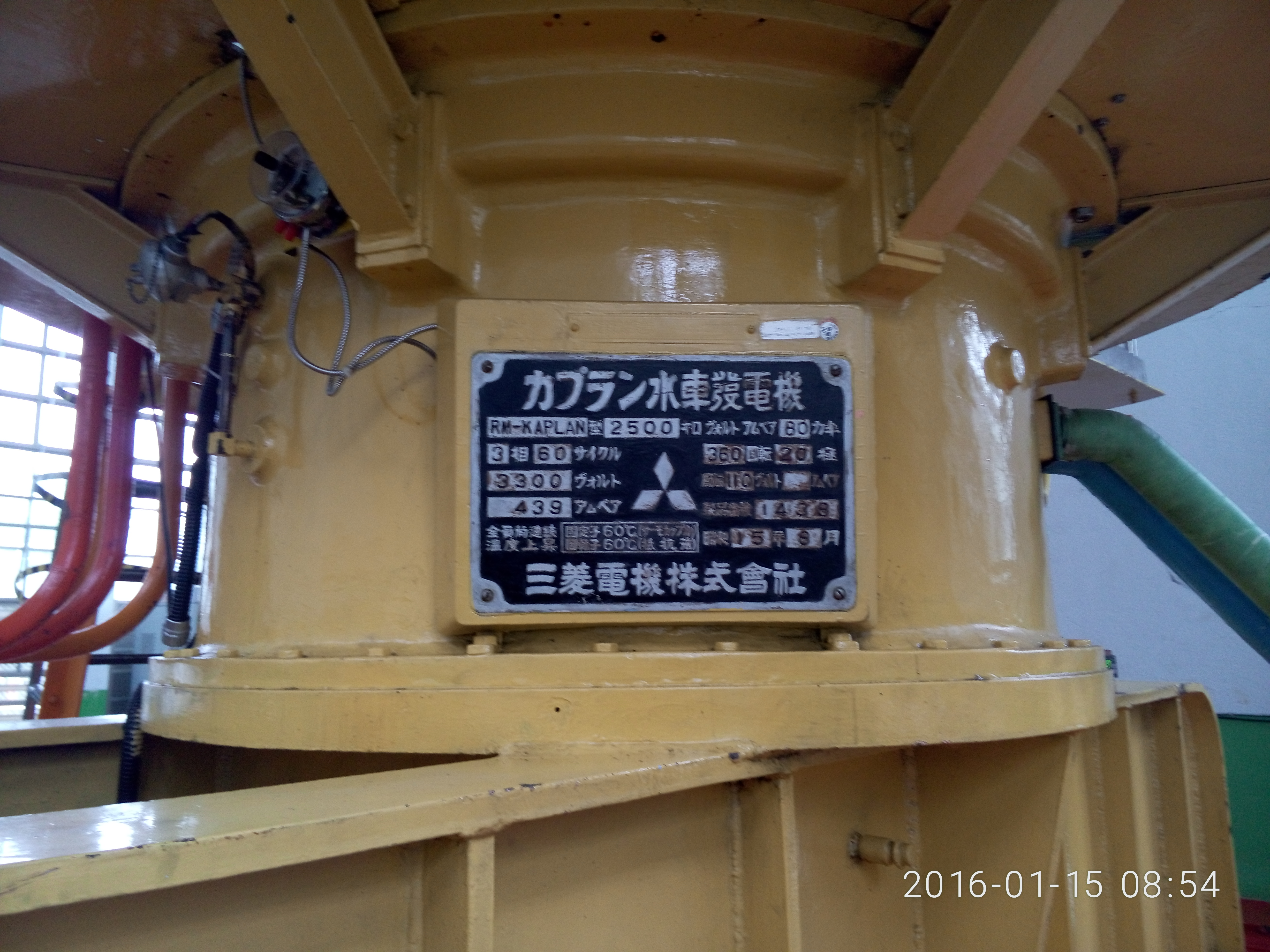
初英機組發電機名牌
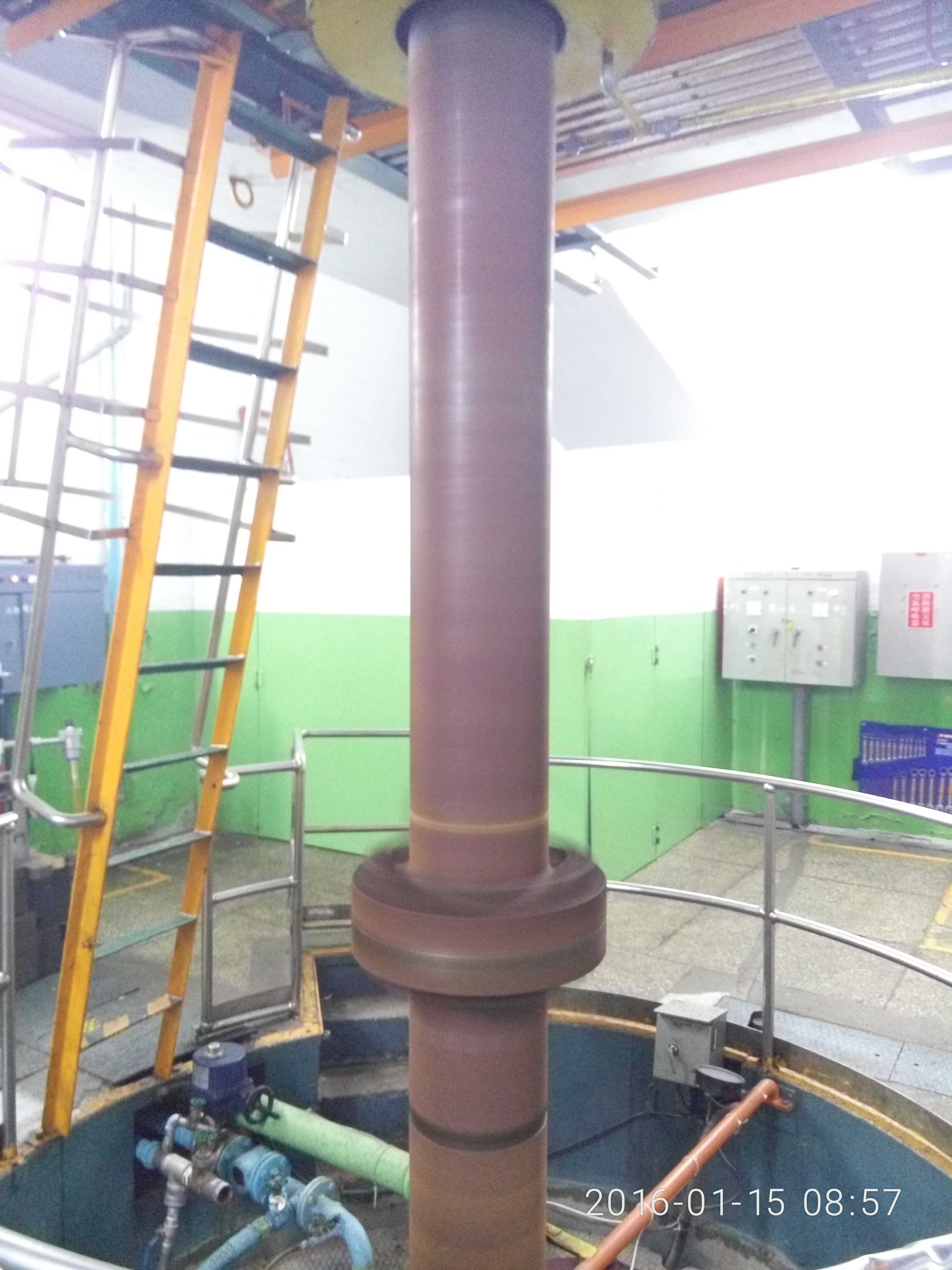
初英機組水輪機與發電機之間的中間軸
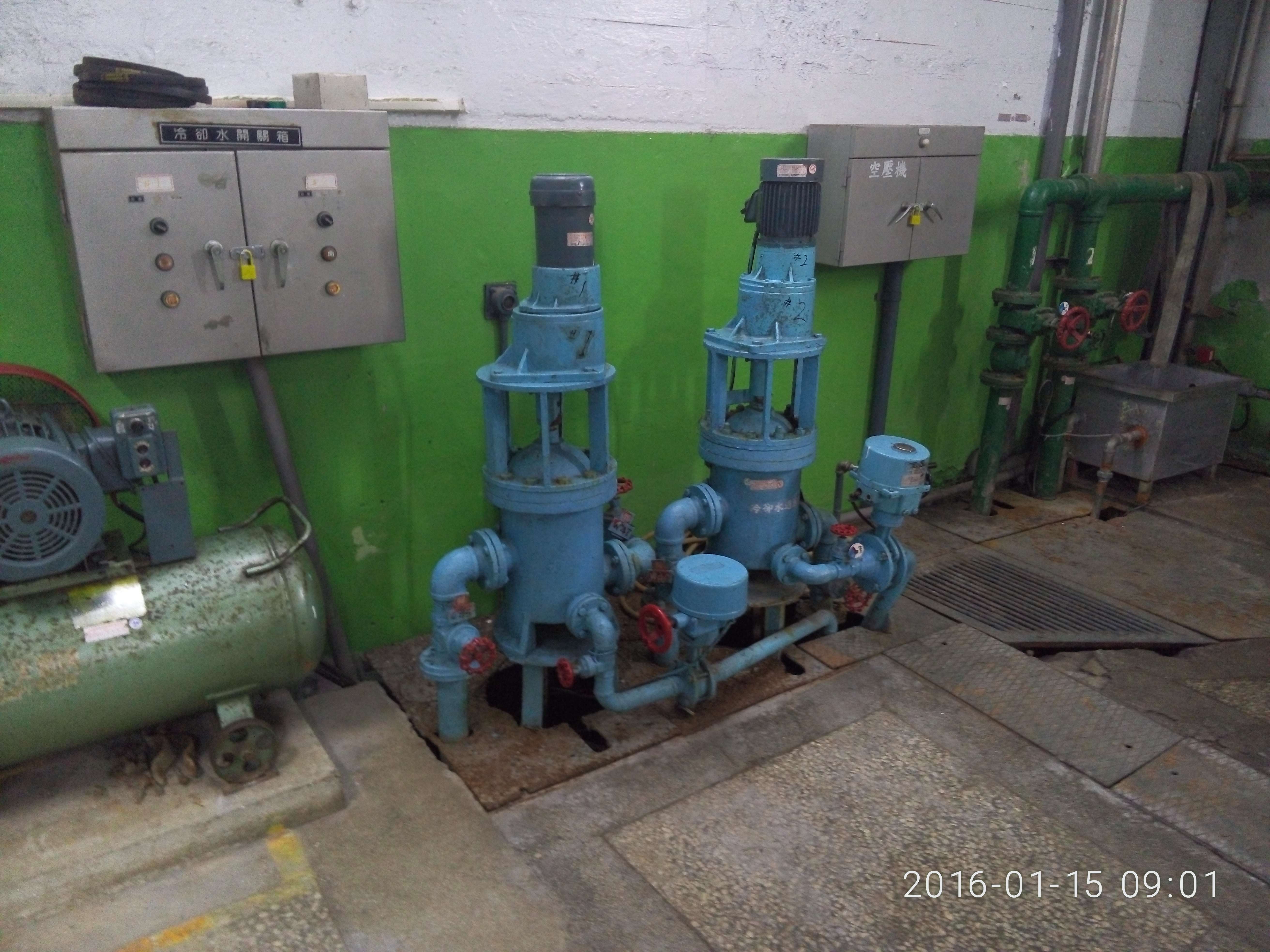
初英機組發電機冷卻水設備

### 水輪機

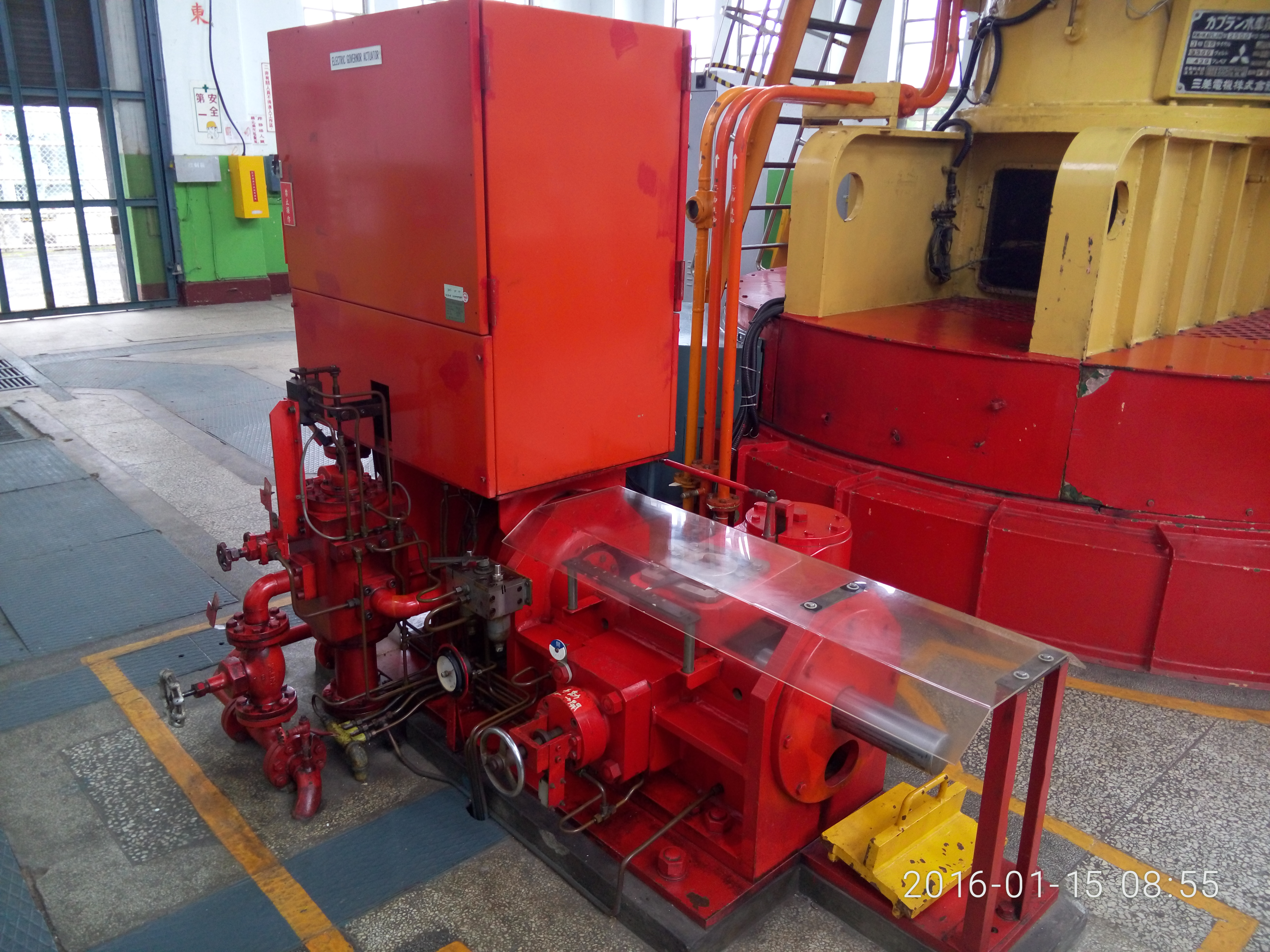
初英機組水輪機扇葉調整的伺服機
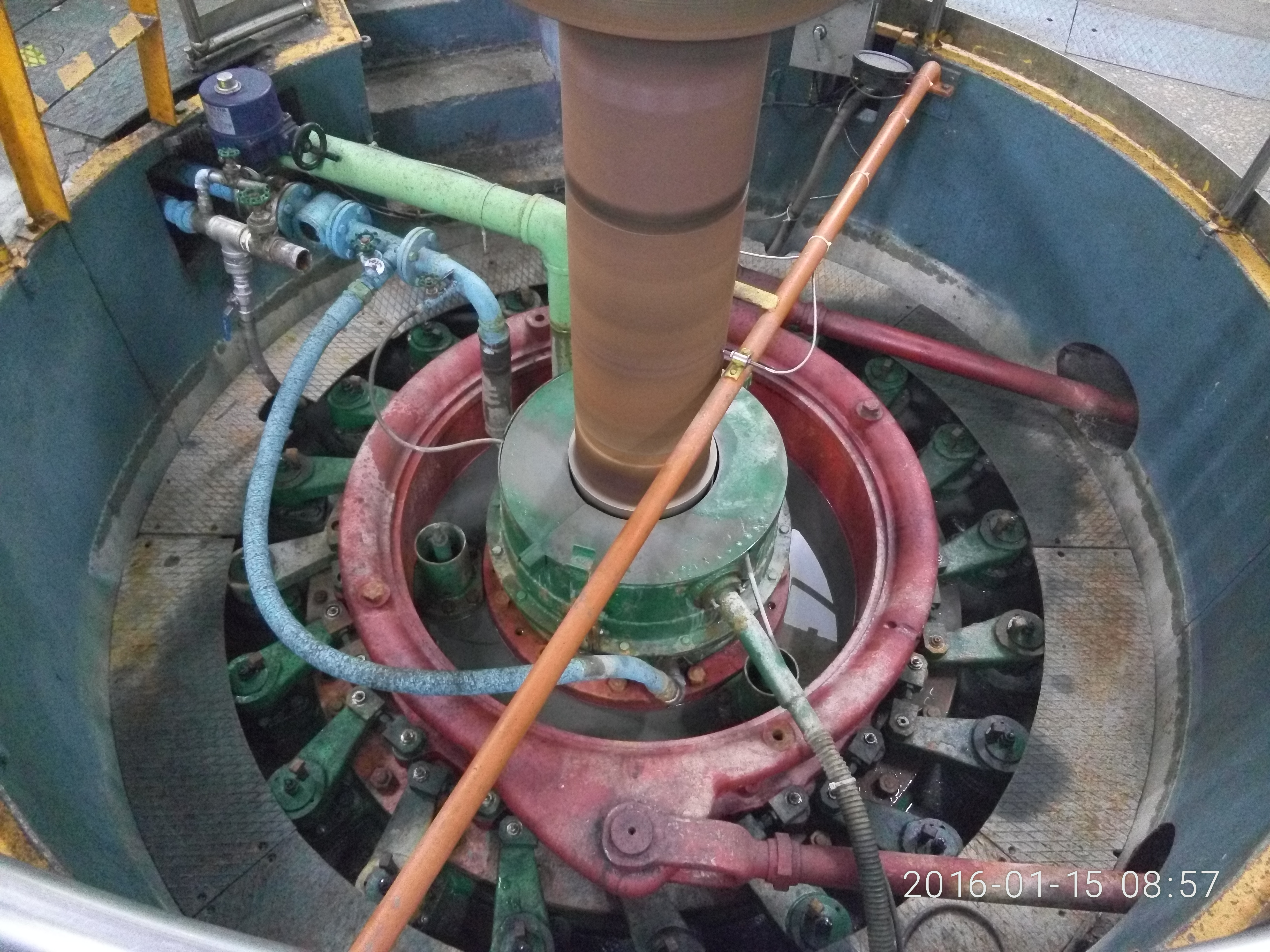
初英機組水輪機上部
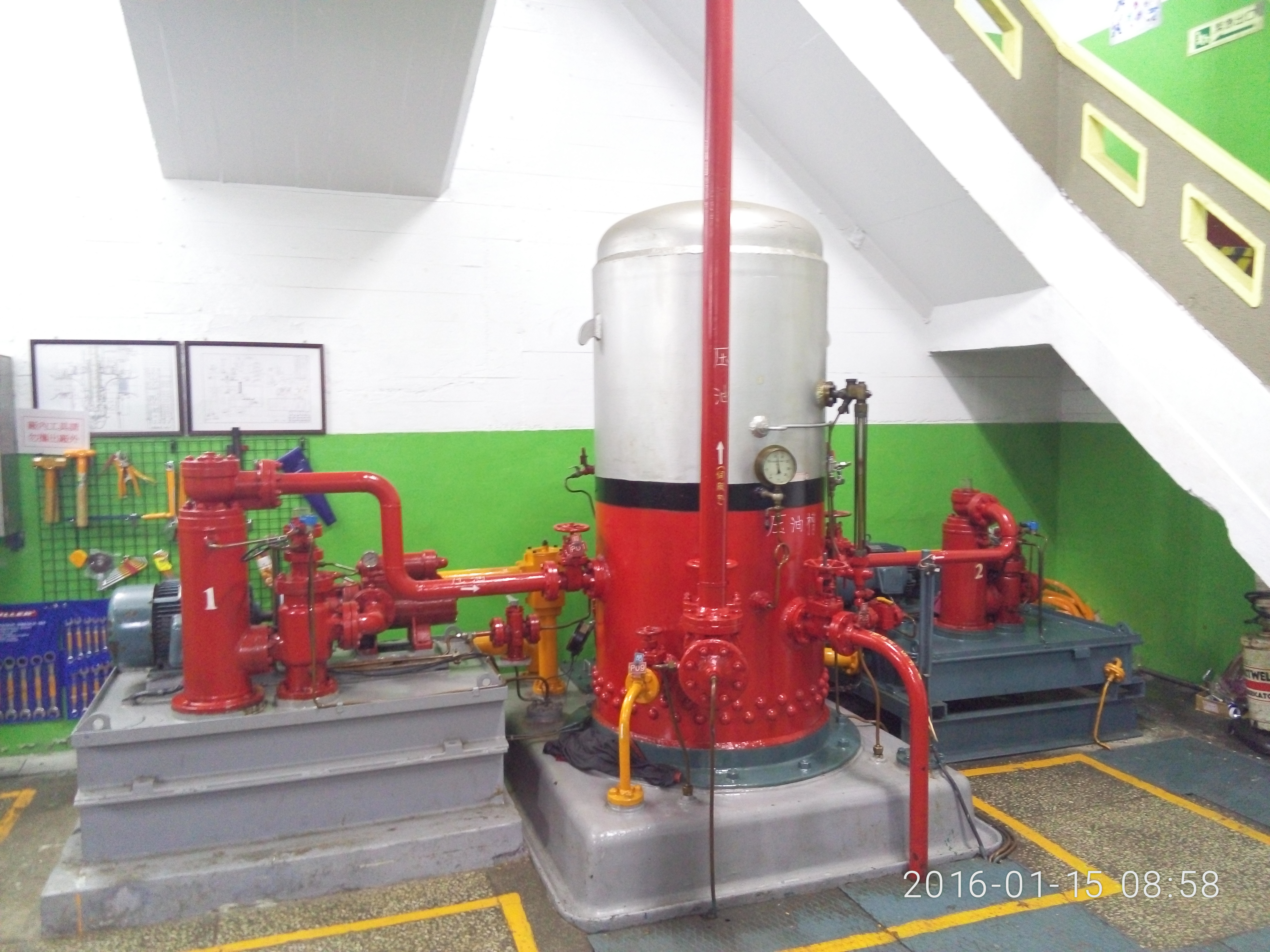
初英機組水輪機壓油設備

## 鄰近設施
- 法務部矯正署花蓮監獄

## 外部連結
- 東部發電廠簡介 - 台灣電力公司